# Sheanon Williams
Sheanon Antoine Williams (Boston, 17 marzo 1990) è un ex calciatore statunitense, di ruolo difensore.